# Wallenstein (Schiller)

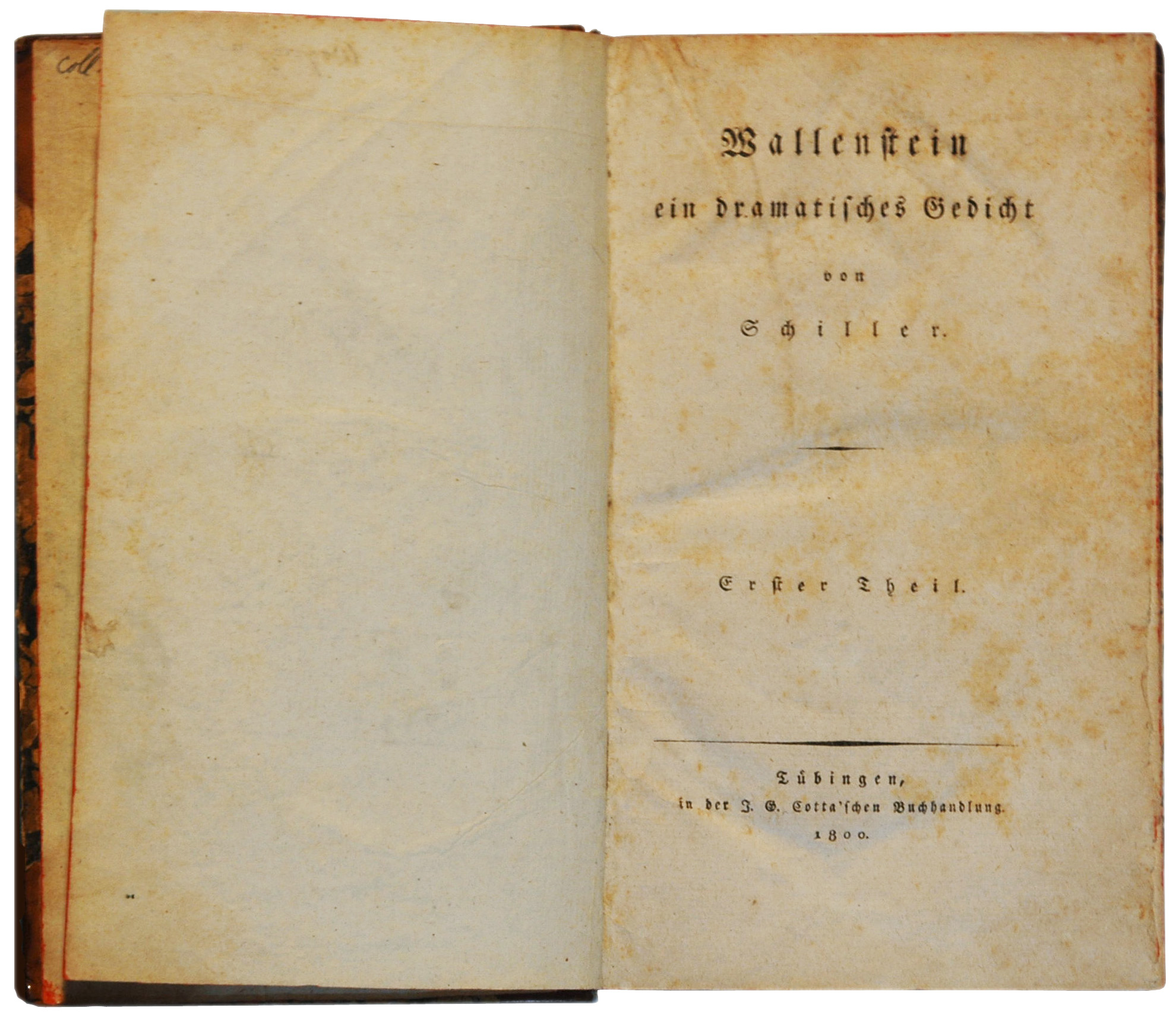
Wallenstein, eerste druk

Wallenstein is een drama-trilogie van de Duitse schrijver Friedrich Schiller. Het bestaat uit de delen Wallensteins Lager, Die Piccolomini en Wallensteins Tod. Schiller noemde het eerste stuk ook wel Wallenstein I en het laatste Wallenstein II. Het thema van de trilogie, die in 1799 werd voltooid, is de ondergang van de beroemde Boheemse veldheer Albrecht von Wallenstein. 
Wallenstein doet een misstap op het hoogtepunt van zijn macht: als hij opperbevelhebber van het Oostenrijkse keizerlijke leger is, komt hij ineens in het geweer tegen de keizer, Ferdinand II. Het verhaal speelt zich af  in de Boheemse stad Pilsen in de winter van 1633/1634, 16 jaar na het begin van de Dertigjarige Oorlog. Wallenstein is op dat moment met zijn troepen in de stad. Later speelt het stuk zich af in Eger, de plaats waar Wallenstein naartoe is gevlucht. Op 26 februari 1634 werd hij daar vermoord.    